# صفيراء أريزونية
صفيراء أريزونية (الاسم العلمي:Sophora arizonica) هي نوع نباتي يتبع جنس الصفيراء من فصيلة البقولية.